# 全国商業高等学校長協会
全国商業高等学校長協会（ぜんこくしょうぎょうこうとうがっこうちょうきょうかい）は、東京都新宿区大京町26番地に本部を置く商業関係（会計・流通等を含む）の学科を置く高等学校の校長、教育機関の代表者等の団体である。商業教育に関する調査研究、振興を目的とする。

## 沿革
- 1925年（大正15年） 全国商業学校長協会を設立。
- 1946年（昭和21年） 全国商業学校協会に改称。
- 1948年（昭和23年） 新制高等学校の発足に伴い全国商業高等学校長協会へ改組。

## 日商簿記甲子園
- 全国商業高等学校長協会は、日本商工会議所が2024年度から開催する第1回全国高等学校日商簿記選手権大会（日商簿記甲子園：日商簿記検定施行70周年記念事業）[1]を後援し、商業高等学校等の高校生を支援している。